# Cúp bóng đá U-20 châu Á 2023
Cúp bóng đá U-20 châu Á 2023 là lần thứ 41 của Cúp bóng đá U-20 châu Á (bao gồm các lần trước của Giải vô địch bóng đá trẻ châu Á và Giải vô địch bóng đá U-19 châu Á), giải bóng đá trẻ quốc tế hai năm một lần do Liên đoàn bóng đá châu Á (AFC) tổ chức cho các đội tuyển quốc gia nam dưới 20 tuổi của châu Á. Giải đấu đồng thời là vòng loại khu vực châu Á của Giải vô địch bóng đá U-20 thế giới 2023.
Trước đây, giải U-19 châu Á được tổ chức trước giải U-20 thế giới một năm. Kể từ năm 2023, AFC chuyển đổi giải đấu từ U-19 sang U-20 và tổ chức cùng năm với giải U-20 thế giới. Giải đấu cũng được đổi tên từ Giải vô địch bóng đá U-19 châu Á thành Cúp bóng đá U-20 châu Á. Vào ngày 25 tháng 1 năm 2021, AFC đã thông báo Uzbekistan sẽ được bảo lưu quyền đăng cai cho Cúp bóng đá U-20 châu Á 2023 sau khi hủy bỏ Giải vô địch bóng đá U-19 châu Á 2020 do đại dịch COVID-19.
Tổng cộng có 16 đội tuyển sẽ tham dự giải đấu. Bốn đội tuyển đứng đầu giải sẽ giành quyền tham dự Giải vô địch bóng đá U-20 thế giới 2023 với tư cách là đại diện của AFC. Nếu Indonesia nằm trong số này, 4 đội thua ở tứ kết sẽ thi đấu loại trực tiếp với nhau để tranh tấm vé còn lại.
Đương kim vô địch Ả Rập Xê Út đã không thể bảo vệ danh hiệu của mình khi bị loại ngay từ vòng bảng. Uzbekistan có lần đầu tiên vô địch giải đấu sau khi đánh bại Iraq với tỉ số 1–0 trong trận chung kết.

## Vòng loại
Các trận đấu vòng loại diễn ra từ ngày 10–18 tháng 9 năm 2022, ngoại trừ bảng H diễn ra từ ngày 14–18 tháng 10 năm 2022.

### Các đội tuyển vượt qua vòng loại
| Đội tuyển   | Tư cách vòng loại                  | Ngày vượt qua vòng loại | Số lần tham dự trước đây | Lần tham dự liên tiếp | Thành tích tốt nhất1                                                                   |
| ----------- | ---------------------------------- | ----------------------- | ------------------------ | --------------------- | -------------------------------------------------------------------------------------- |
| Uzbekistan  | Chủ nhà                            | 15 tháng 1 năm 2021     | 7 lần                    | Thứ 8                 | Á quân (2008)                                                                          |
| Ả Rập Xê Út | Nhất Bảng A                        | 18 tháng 9 năm 2022     | 14 lần                   | Thứ 15                | Vô địch (1986, 1992, 2018)                                                             |
| Qatar       | Nhất Bảng B                        | 18 tháng 9 năm 2022     | 14 lần                   | Thứ 15                | Vô địch (2014)                                                                         |
| Nhật Bản    | Nhất Bảng C                        | 18 tháng 9 năm 2022     | 37 lần                   | Thứ 38                | Vô địch (2016)                                                                         |
| Jordan      | Nhất Bảng D                        | 18 tháng 9 năm 2022     | 7 lần                    | Thứ 8                 | Hạng tư (2006)                                                                         |
| Hàn Quốc    | Nhất Bảng E                        | 18 tháng 9 năm 2022     | 37 lần                   | Thứ 38                | Vô địch (1959, 1960, 1963, 1978, 1980, 1982, 1990, 1992, 1996, 1998, 2002, 2004, 2012) |
| Indonesia   | Nhất Bảng F                        | 18 tháng 9 năm 2022     | 7 lần                    | Thứ 8                 | Vô địch (1961)                                                                         |
| Oman        | Nhất Bảng G                        | 18 tháng 9 năm 2022     | 2 lần                    | Thứ 3                 | Vòng bảng (2000, 2014)                                                                 |
| Úc          | Nhất Bảng H                        | 18 tháng 10 năm 2022    | 7 lần                    | Thứ 8                 | Bán kết (2008, 2012)                                                                   |
| Tajikistan  | Nhất Bảng I                        | 18 tháng 9 năm 2022     | 4 lần                    | Thứ 5                 | Tứ kết (2016, 2018)                                                                    |
| Iran        | Nhất Bảng J                        | 18 tháng 9 năm 2022     | 20 lần                   | Thứ 21                | Vô địch (1973, 1974, 1975, 1976)                                                       |
| Việt Nam    | Thứ nhất trong 5 Nhì bảng tốt nhất | 18 tháng 9 năm 2022     | 19 lần2                  | Thứ 202               | Bán kết (2016)                                                                         |
| Kyrgyzstan  | Thứ 2 trong 5 Nhì bảng tốt nhất    | 18 tháng 9 năm 2022     | 1 lần                    | Thứ 2                 | Vòng bảng (2006)                                                                       |
| Trung Quốc  | Thứ 3 trong 5 Nhì bảng tốt nhất    | 18 tháng 9 năm 2022     | 18 lần                   | Thứ 19                | Vô địch (1985)                                                                         |
| Iraq        | Thứ 4 trong 5 Nhì bảng tốt nhất    | 18 tháng 10 năm 2022    | 17 lần                   | Thứ 18                | Vô địch (1975, 1977, 1978, 1988, 2000)                                                 |
| Syria       | Thứ 5 trong 5 Nhì bảng tốt nhất    | 18 tháng 9 năm 2022     | 10 lần                   | Thứ 11                | Vô địch (1994)                                                                         |

- 1 Chữ nghiêng là các năm mà đội đó làm chủ nhà
- 2 Tính cả 11 lần tham dự vòng chung kết với tư cách Việt Nam Cộng hòa.

## Địa điểm
Các trận đấu được diễn ra tại bốn địa điểm thuộc hai thành phố của Uzbekistan.
| Tashkent                                            | Tashkent                                            | Tashkent                                        | Fergana                                         |
| --------------------------------------------------- | --------------------------------------------------- | ----------------------------------------------- | ----------------------------------------------- |
| Sân vận động Milliy                                 | Sân vận động JAR                                    | Sân vận động Lokomotiv                          | Sân vận động Istiqlol                           |
| Sức chứa: 34.000                                    | Sức chứa: 8.500                                     | Sức chứa: 8.000                                 | Sức chứa: 20.200                                |
|                                                     |                                                     | không khung                                     | không khung                                     |
| Các thành phố chủ nhà tại UzbekistanTashkentFergana | Các thành phố chủ nhà tại UzbekistanTashkentFergana | Các sân vận động tại TashkentMilliyJARLokomotiv | Các sân vận động tại TashkentMilliyJARLokomotiv |

## Đội hình
Các cầu thủ sinh sau ngày 1 tháng 1 năm 2003 đến trước ngày 31 tháng 12 năm 2007 đủ điều kiện để tham gia giải đấu. Mỗi đội tuyển có thể đăng ký tối thiểu 18 cầu thủ và tối đa 23 cầu thủ (tối thiểu 3 cầu thủ trong số họ phải là thủ môn).

## Hạt giống
16 đội được bốc thăm chia thành bốn bảng gồm bốn đội, với các đội được xếp hạt giống theo thành tích của họ trong vòng loại và vòng chung kết Giải vô địch bóng đá U-19 châu Á 2018. Chủ nhà Uzbekistan tự động được phân vào vị trí A1 trong lễ bốc thăm.
| Nhóm 1                                                      | Nhóm 2                                       | Nhóm 3                                      | Nhóm 4                                 |
| ----------------------------------------------------------- | -------------------------------------------- | ------------------------------------------- | -------------------------------------- |
| 1. Uzbekistan (chủ nhà) 2. Ả Rập Xê Út 3. Hàn Quốc 4. Qatar | 1. Nhật Bản 2. Tajikistan 3. Úc 4. Indonesia | 1. Jordan 2. Trung Quốc 3. Iraq 4. Việt Nam | 1. Iran 2. Oman 3. Syria 4. Kyrgyzstan |

## Vòng bảng
Hai đội tuyển đứng đầu mỗi bảng giành quyền vào tứ kết.
Các tiêu chí
Các đội được xếp hạng theo điểm (3 điểm cho trận thắng, 1 điểm cho trận hòa, 0 điểm cho trận thua), và nếu bằng điểm, các tiêu chí sau đây được áp dụng, theo thứ tự đưa ra, để xác định thứ hạng (Quy định Điều 9.3):
1. Điểm trong các trận đấu đối đầu giữa các đội liên quan;
2. Hiệu số bàn thắng thua trong các trận đấu đối đấu giữa các đội liên quan;
3. Số bàn thắng được ghi trong các trận đấu đối đấu giữa các đội liên quan;
4. Nếu có hơn 2 đội bằng nhau, và sau khi áp dụng tất cả các tiêu chí đối đầu ở trên, một nhóm nhỏ các đội vẫn còn bằng nhau, tất cả các tiêu chí trên sẽ chỉ được áp dụng cho nhóm nhỏ này;
5. Hiệu số bàn thắng trong tất cả các trận;
6. Số bàn thắng ghi được trong tất cả các trận;
7. Sút luân lưu nếu hai đội liên quan gặp nhau trong lượt trận cuối cùng của vòng bảng.
8. Điểm kỷ luật trong tất cả các trận đấu bảng (chỉ có một trong các khoản trừ này được áp dụng cho một cầu thủ trong một trận đấu):   - Thẻ vàng thứ nhất: –1 điểm;
  - Thẻ đỏ gián tiếp (thẻ vàng thứ hai): –3 điểm;
  - Thẻ đỏ trực tiếp: –3 điểm;
  - Thẻ vàng sau đó là thẻ đỏ trực tiếp:–4 điểm;
9. Bốc thăm

Tất cả các trận đấu được diễn ra theo giờ địa phương, UZT (UTC+5).
| Lượt đấu   | Ngày (thời gian)  | Trận đấu     |
| ---------- | ----------------- | ------------ |
| Lượt đấu 1 | 1–3 tháng 3, 2023 | 1 v 4, 2 v 3 |
| Lượt đấu 2 | 4–6 tháng 3, 2023 | 4 v 2, 3 v 1 |
| Lượt đấu 3 | 7–9 tháng 3, 2023 | 1 v 2, 3 v 4 |

### Bảng A
| VT | Đội            | ST | T | H | B | BT | BB | HS | Đ | Giành quyền tham dự     |
| -- | -------------- | -- | - | - | - | -- | -- | -- | - | ----------------------- |
| 1  | Uzbekistan (H) | 3  | 2 | 1 | 0 | 3  | 0  | +3 | 7 | Vòng đấu loại trực tiếp |
| 2  | Iraq           | 3  | 1 | 1 | 1 | 3  | 2  | +1 | 4 | Vòng đấu loại trực tiếp |
| 3  | Indonesia      | 3  | 1 | 1 | 1 | 1  | 2  | −1 | 4 |                         |
| 4  | Syria          | 3  | 0 | 1 | 2 | 1  | 4  | −3 | 1 |                         |

| Indonesia | 0–2      | Iraq                             |
| --------- | -------- | -------------------------------- |
|           | Chi tiết | - Abdulkareem 28' - Jameel 90+6' |

| Uzbekistan                               | 2−0      | Syria |
| ---------------------------------------- | -------- | ----- |
| - Fayzullaev 37' - Al Ramadan 68' (l.n.) | Chi tiết |       |

| Syria | 0–1      | Indonesia    |
| ----- | -------- | ------------ |
|       | Chi tiết | - Caraka 35' |

| Iraq | 0–1      | Uzbekistan          |
| ---- | -------- | ------------------- |
|      | Chi tiết | - Kholdorkhonov 17' |

| Uzbekistan | 0–0      | Indonesia |
| ---------- | -------- | --------- |
|            | Chi tiết |           |

| Iraq              | 1–1      | Syria              |
| ----------------- | -------- | ------------------ |
| - Abdulkareem 17' | Chi tiết | - Al Ramadan 90+5' |

### Bảng B
| VT | Đội      | ST | T | H | B | BT | BB | HS  | Đ | Giành quyền tham dự     |
| -- | -------- | -- | - | - | - | -- | -- | --- | - | ----------------------- |
| 1  | Iran     | 3  | 2 | 0 | 1 | 6  | 4  | +2  | 6 | Vòng đấu loại trực tiếp |
| 2  | Úc       | 3  | 2 | 0 | 1 | 12 | 4  | +8  | 6 | Vòng đấu loại trực tiếp |
| 3  | Việt Nam | 3  | 2 | 0 | 1 | 4  | 4  | 0   | 6 |                         |
| 4  | Qatar    | 3  | 0 | 0 | 3 | 2  | 12 | −10 | 0 |                         |

1. 1 2 3  Bằng nhau về điểm đối đầu. Hiệu số bàn thắng bại đối đầu: Iran +1, Úc 0, Việt Nam –1.

| Úc | 0−1      | Việt Nam              |
| -- | -------- | --------------------- |
|    | Chi tiết | - Nguyễn Quốc Việt 6' |

| Qatar | 0−1      | Iran                  |
| ----- | -------- | --------------------- |
|       | Chi tiết | - Hazbavi 65' (ph.đ.) |

| Iran                               | 2–3      | Úc                              |
| ---------------------------------- | -------- | ------------------------------- |
| - Eslamtalab 25' - Enayatzadeh 80' | Chi tiết | - Simmons 8' - Segecic 19', 46' |

| Việt Nam                                         | 2–1      | Qatar                    |
| ------------------------------------------------ | -------- | ------------------------ |
| - Nguyễn Quốc Việt 45+2' - Nguyễn Văn Trường 90' | Chi tiết | - A. Al-Rawi 84' (ph.đ.) |

| Qatar              | 1–9      | Úc |
| ------------------ | -------- | --- |
| - Moustafa Asar 2' | Chi tiết | - Al-Ghareeb 13' (l.n.) - Donnell 21' - Raphael Borges 25' - Bernardo Oliveira 39', 67' - Yull 76' - Popovic 79' - A. Goodwin 90' - Badolato 90+2' |

| Việt Nam              | 1–3      | Iran                                                  |
| --------------------- | -------- | ----------------------------------------------------- |
| - Khuất Văn Khang 56' | Chi tiết | - Hazbavi 36' - Saharkhizan 75' - Hosseinnezhad 90+4' |

### Bảng C
| VT | Đội        | ST | T | H | B | BT | BB | HS | Đ | Giành quyền tham dự     |
| -- | ---------- | -- | - | - | - | -- | -- | -- | - | ----------------------- |
| 1  | Hàn Quốc   | 3  | 2 | 1 | 0 | 6  | 0  | +6 | 7 | Vòng đấu loại trực tiếp |
| 2  | Jordan     | 3  | 1 | 1 | 1 | 2  | 2  | 0  | 4 | Vòng đấu loại trực tiếp |
| 3  | Tajikistan | 3  | 1 | 1 | 1 | 1  | 2  | −1 | 4 |                         |
| 4  | Oman       | 3  | 0 | 1 | 2 | 0  | 5  | −5 | 1 |                         |

| Hàn Quốc                                                            | 4–0      | Oman |
| ------------------------------------------------------------------- | -------- | ---- |
| - Kim Yong-hak 30' - Sung Jin-young 34', 58' - Kang Seong-jin 90+1' | Chi tiết |      |

| Tajikistan | 0–2      | Jordan                     |
| ---------- | -------- | -------------------------- |
|            | Chi tiết | - Azaizeh 7' - Darwish 25' |

| Jordan | 0–2      | Hàn Quốc                              |
| ------ | -------- | ------------------------------------- |
|        | Chi tiết | - Bae Jun-ho 65' - Kang Seong-jin 71' |

| Oman | 0–1      | Tajikistan    |
| ---- | -------- | ------------- |
|      | Chi tiết | - Kamolov 80' |

| Hàn Quốc | 0–0      | Tajikistan |
| -------- | -------- | ---------- |
|          | Chi tiết |            |

| Jordan | 0–0      | Oman |
| ------ | -------- | ---- |
|        | Chi tiết |      |

### Bảng D
| VT | Đội         | ST | T | H | B | BT | BB | HS | Đ | Giành quyền tham dự     |
| -- | ----------- | -- | - | - | - | -- | -- | -- | - | ----------------------- |
| 1  | Nhật Bản    | 3  | 3 | 0 | 0 | 7  | 2  | +5 | 9 | Vòng đấu loại trực tiếp |
| 2  | Trung Quốc  | 3  | 1 | 1 | 1 | 4  | 3  | +1 | 4 | Vòng đấu loại trực tiếp |
| 3  | Ả Rập Xê Út | 3  | 1 | 0 | 2 | 2  | 4  | −2 | 3 |                         |
| 4  | Kyrgyzstan  | 3  | 0 | 1 | 2 | 1  | 5  | −4 | 1 |                         |

| Nhật Bản          | 2–1      | Trung Quốc            |
| ----------------- | -------- | --------------------- |
| - Kumata 66', 70' | Chi tiết | - H. Tanaka 6' (l.n.) |

| Ả Rập Xê Út         | 1–0      | Kyrgyzstan |
| ------------------- | -------- | ---------- |
| - Radif 50' (ph.đ.) | Chi tiết |            |

| Kyrgyzstan | 0–3      | Nhật Bản                                       |
| ---------- | -------- | ---------------------------------------------- |
|            | Chi tiết | - Sano 73' (ph.đ.) - Kumata 75' - Sakamoto 85' |

| Trung Quốc                  | 2–0      | Ả Rập Xê Út |
| --------------------------- | -------- | ----------- |
| - Iminqari 65' - Xu Bin 72' | Chi tiết |             |

| Ả Rập Xê Út   | 1–2      | Nhật Bản           |
| ------------- | -------- | ------------------ |
| - Jawshan 74' | Chi tiết | - Matsuki 15', 78' |

| Trung Quốc               | 1–1      | Kyrgyzstan         |
| ------------------------ | -------- | ------------------ |
| - Bekberdinov 58' (l.n.) | Chi tiết | - Zhenishbekov 88' |

## Vòng đấu loại trực tiếp

### Sơ đồ
|  | Tứ kết                            | Tứ kết                      |                                |       | Bán kết | Bán kết |  |  | Chung kết | Chung kết |
|  |                                   |                             |                                |       |         |         |  |  |           |           |
|  | 11 tháng 3 – Tashkent (Milliy)    |                             |                                |       |         |         |  |  |           |           |
|  |                                   |                             |                                |       |         |         |  |  |           |           |
|  | Uzbekistan (p)                    | 1 (5)                       |                                |       |         |         |  |  |           |           |
|  | Uzbekistan (p)                    | 1 (5)                       | 15 tháng 3 – Tashkent (Milliy) |       |         |         |  |  |           |           |
|  | Úc                                | 1 (4)                       |                                |       |         |         |  |  |           |           |
|  | Úc                                | 1 (4)                       | Uzbekistan (p)                 | 0 (3) |         |         |  |  |           |           |
|  | 12 tháng 3 – Tashkent (JAR)       |                             | Uzbekistan (p)                 | 0 (3) |         |         |  |  |           |           |
|  |                                   | Hàn Quốc                    | 0 (1)                          |       |         |         |  |  |           |           |
|  | Hàn Quốc (s.h.p.)                 | Hàn Quốc                    | 0 (1)                          | 3     |         |         |  |  |           |           |
|  | Hàn Quốc (s.h.p.)                 |                             | 18 tháng 3 – Tashkent (Milliy) | 3     |         |         |  |  |           |           |
|  | Trung Quốc                        | 1                           |                                |       |         |         |  |  |           |           |
|  | Trung Quốc                        | 1                           | Uzbekistan                     | 1     |         |         |  |  |           |           |
|  | 11 tháng 3 – Tashkent (JAR)       |                             | Uzbekistan                     | 1     |         |         |  |  |           |           |
|  |                                   | Iraq                        | 0                              |       |         |         |  |  |           |           |
|  | Iran                              | Iraq                        | 0                              | 0     |         |         |  |  |           |           |
|  | Iran                              | 15 tháng 3 – Tashkent (JAR) |                                | 0     |         |         |  |  |           |           |
|  | Iraq                              | 1                           |                                |       |         |         |  |  |           |           |
|  | Iraq                              | 1                           | Iraq (p)                       | 2 (5) |         |         |  |  |           |           |
|  | 12 tháng 3 – Tashkent (Lokomotiv) |                             | Iraq (p)                       | 2 (5) |         |         |  |  |           |           |
|  |                                   | Nhật Bản                    | 2 (3)                          |       |         |         |  |  |           |           |
|  | Nhật Bản                          | Nhật Bản                    | 2 (3)                          | 2     |         |         |  |  |           |           |
|  | Nhật Bản                          |                             |                                | 2     |         |         |  |  |           |           |
|  | Jordan                            | 0                           |                                |       |         |         |  |  |           |           |
|  | Jordan                            | 0                           |                                |       |         |         |  |  |           |           |

### Tứ kết
Bốn đội thắng sẽ giành quyền tham dự Giải vô địch bóng đá U-20 thế giới 2023.
| Iran | 0–1      | Iraq        |
| ---- | -------- | ----------- |
|      | Chi tiết | Jasim 90+1' |

| Uzbekistan                                                                 | 1–1 (s.h.p.) | Úc                                                     |
| -------------------------------------------------------------------------- | ------------ | ------------------------------------------------------ |
| Abdurahmatov 79'                                                           | Chi tiết     | Popovic 77'                                            |
| Loạt sút luân lưu                                                          |              |                                                        |
| - Fayzullaev - Kholdorkhonov - Abdurazzokov - Makhamadjonov - Rahmonaliyev | 5–4          | - Triantis - A. Goodwin - Rawlins - Badolato - Segecic |

| Hàn Quốc                                                               | 3–1 (s.h.p.) | Trung Quốc   |
| ---------------------------------------------------------------------- | ------------ | ------------ |
| - Kim Yong-hak 62' (ph.đ.) - Sung Jin-young 100' - Choi Seok-hyun 105' | Chi tiết     | Iminqari 48' |

| Nhật Bản                    | 2–0      | Jordan |
| --------------------------- | -------- | ------ |
| - Sakamoto 54' - Kumata 70' | Chi tiết |        |

### Bán kết
| Iraq                                    | 2–2 (s.h.p.) | Nhật Bản                             |
| --------------------------------------- | ------------ | ------------------------------------ |
| - Jasim 12' - Jameel 103'               | Chi tiết     | - Einaga 83' - Kumata 118'           |
| Loạt sút luân lưu                       |              |                                      |
| - Ashar - Sajjad - Jasim - Raad - Qasim | 5–3          | - Kumata - Sano - Takahashi - Kitano |

| Uzbekistan                                  | 0–0 (s.h.p.) | Hàn Quốc                                                        |
| ------------------------------------------- | ------------ | --------------------------------------------------------------- |
|                                             | Chi tiết     |                                                                 |
| Loạt sút luân lưu                           |              |                                                                 |
| - Fayzullaev - Makhamadjonov - Abdurahmatov | 3–1          | - Kang Seong-jin - Kang Sang-yoon - Park Chang-woo - Kim Ji-soo |

### Chung kết
| Uzbekistan              | 1–0      | Iraq |
| ----------------------- | -------- | ---- |
| Rahmonaliev 72' (ph.đ.) | Chi tiết |      |

## Thống kê

### Vô địch
| Cúp bóng đá U-20 châu Á 2023 |
| ---------------------------- |
| Uzbekistan Lần thứ nhất      |

### Các giải thưởng
Các giải thưởng sau đây đã được trao sau khi giải đấu kết thúc:
| Vua phá lưới | Cầu thủ xuất sắc nhất | Thủ môn xuất sắc nhất |
| ------------ | --------------------- | --------------------- |
| Naoki Kumata | Abbosbek Fayzullaev   | Otabek Boymurodov     |

### Cầu thủ ghi bàn
Đã có 69 bàn thắng ghi được trong 31 trận đấu, trung bình 2.23 bàn thắng mỗi trận đấu.
5 bàn thắng
- Naoki Kumata

3 bàn thắng
- Sung Jin-young

2 bàn thắng
- Adrian Segecic
- Bernardo Oliveira
- Gabriel Popovic
- Mutellip Iminqari
- Amin Hazbavi
- Ali Jasim
- Hayder Abdulkareem
- Mohammed Jameel
- Isa Sakamoto
- Kuryu Matsuki
- Kang Seong-jin
- Kim Yong-hak
- Nguyễn Quốc Việt

1 bàn thắng
- Aidan Simmons
- Alexander Badolato
- Archie Goodwin
- Chris Donnell
- Jonny Yull
- Raphael Borges Rodrigues
- Xu Bin
- Hokky Caraka
- Alireza Enayatzadeh
- Amirreza Eslamtalab
- Mohammadjavad Hosseinnezhad
- Saeid Saharkhizan
- Kodai Sano
- Takatora Einaga
- Ali Ahmad Azaizeh
- Sief Addeen Darwish
- Bae Jun-ho
- Choi Seok-hyun
- Biimyrza Zhenishbekov
- Ahmed Al-Rawi
- Moustafa Asar
- Abdullah Radif
- Yazeed Jawshan
- Zakaria Al Ramadan
- Amadoni Kamolov
- Abbosbek Fayzullaev
- Pulatkhuja Kholdorkhonov
- Umarali Rahmonaliyev
- Zafarmurod Abdurahmatov
- Khuất Văn Khang
- Nguyễn Văn Trường

1 bàn phản lưới nhà
- Hayato Tanaka (trong trận gặp Trung Quốc)
- Mirlan Bekberdinov (trong trận gặp Trung Quốc)
- Hassan Al-Ghareeb (trong trận gặp Úc)
- Zakaria Al Ramadan (trong trận gặp Uzbekistan)

### Kỷ luật
Một cầu thủ tự động bị treo giò trong trận đấu tiếp theo nếu phải nhận một trong các hình phạt sau:
- Nhận 1 thẻ đỏ (thời gian treo giò vì thẻ đỏ có thể nhiều hơn nếu là lỗi vi phạm nghiêm trọng)
- Nhận 2 thẻ vàng trong 2 trận đấu khác nhau; thẻ vàng bị xóa sau giai đoạn của giải mà cầu thủ đó nhận thẻ vàng (điều này không được áp dụng đến bất kỳ trận đấu quốc tế nào khác trong tương lai)

| Cầu thủ                   | Vi phạm | Đình chỉ                                              |
| ------------------------- | --- | ----------------------------------------------------- |
| Charbel Shamoon           | trong trận đấu bảng A v Indonesia (lượt trận 1; 1 tháng 3 năm 2023)                                                                          | Bảng A v Uzbekistan (lượt trận 2; 4 tháng 3 năm 2023) |
| Baker Kalbouneh           | trong trận đấu bảng C v Tajikistan (lượt trận 1; 2 tháng 3 năm 2023)                                                                         | Bảng C v Hàn Quốc (lượt trận 2; 5 tháng 3 năm 2023)   |
| Erfan Ghorbani            | trong trận đấu bảng B v Qatar (lượt trận 1; 1 tháng 3 năm 2023) · trong trận đấu bảng B v Úc (lượt trận 2; 4 tháng 3 năm 2023)               | Bảng B v Việt Nam (lượt trận 3; 7 tháng 3 năm 2023)   |
| Shakhzodbek Rahmatullayev | trong trận đấu bảng A v Iraq (lượt trận 2; 4 tháng 3 năm 2023)                                                                               | Bảng A v Indonesia (lượt trận 3; 7 tháng 3 năm 2023)  |
| Younis Mohammed           | trong trận đấu bảng B v Iran (lượt trận 1; 1 tháng 3 năm 2023) · trong trận đấu bảng B v Việt Nam (lượt trận 2; 4 tháng 3 năm 2023)          | Bảng B v Úc (lượt trận 3; 7 tháng 3 năm 2023)         |
| Yousef Hassan Hussein     | trong trận đấu bảng C v Tajikistan (lượt trận 1; 2 tháng 3 năm 2023) · trong trận đấu bảng C v Hàn Quốc (lượt trận 2; 5 tháng 3 năm 2023)    | Bảng C v Oman (lượt trận 3; 8 tháng 3 năm 2023)       |
| Turki Bait Rabia          | trong trận đấu bảng C v Hàn Quốc (lượt trận 1; 2 tháng 3 năm 2023) · trong trận đấu bảng C v Tajikistan (lượt trận 2; 5 tháng 3 năm 2023)    | Bảng C v Jordan (lượt trận 3; 8 tháng 3 năm 2023)     |
| Chen Zhexuan              | trong trận đấu bảng D v Nhật Bản (lượt trận 1; 3 tháng 3 năm 2023) · trong trận đấu bảng D v Kyrgyzstan (lượt trận 3; 9 tháng 3 năm 2023)    | Tứ kết v Hàn Quốc (12 tháng 3 năm 2023)               |
| Behram Abduweli           | trong trận đấu bảng D v Ả Rập Xê Út (lượt trận 2; 6 tháng 3 năm 2023) · trong trận đấu bảng D v Kyrgyzstan (lượt trận 3; 9 tháng 3 năm 2023) | Tứ kết v Hàn Quốc (12 tháng 3 năm 2023)               |
| Kosuke Matsumura          | trong trận đấu bảng D v Kyrgyzstan (lượt trận 2; 6 tháng 3 năm 2023) · trong trận đấu bảng D v Ả Rập Xê Út (lượt trận 3; 9 tháng 3 năm 2023) | Tứ kết v Jordan (12 tháng 3 năm 2023)                 |

### Bảng xếp hạng giải đấu
Theo quy ước thống kê trong bóng đá, các trận đấu được quyết định trong hiệp phụ được tính là trận thắng và trận thua, còn các trận đấu được quyết định ở loạt sút luân lưu được tính là trận hòa.
| VT | Đội            | ST | T | H | B | BT | BB | HS  | Đ  | Kết quả chung cuộc  |
| -- | -------------- | -- | - | - | - | -- | -- | --- | -- | ------------------- |
| 1  | Uzbekistan (H) | 6  | 3 | 3 | 0 | 5  | 1  | +4  | 12 | Vô địch             |
| 2  | Iraq           | 6  | 2 | 2 | 2 | 6  | 5  | +1  | 8  | Á quân              |
| 3  | Nhật Bản       | 5  | 4 | 1 | 0 | 11 | 4  | +7  | 13 | Bị loại ở bán kết   |
| 4  | Hàn Quốc       | 5  | 3 | 2 | 0 | 9  | 1  | +8  | 11 | Bị loại ở bán kết   |
|    |                |    |   |   |   |    |    |     |    |                     |
| 5  | Úc             | 4  | 2 | 1 | 1 | 13 | 5  | +8  | 7  | Bị loại ở tứ kết    |
| 6  | Iran           | 4  | 2 | 0 | 2 | 6  | 5  | +1  | 6  | Bị loại ở tứ kết    |
| 7  | Trung Quốc     | 4  | 1 | 1 | 2 | 5  | 6  | −1  | 4  | Bị loại ở tứ kết    |
| 8  | Jordan         | 4  | 1 | 1 | 2 | 2  | 4  | −2  | 4  | Bị loại ở tứ kết    |
|    |                |    |   |   |   |    |    |     |    |                     |
| 9  | Việt Nam       | 3  | 2 | 0 | 1 | 4  | 4  | 0   | 6  | Bị loại ở vòng bảng |
| 10 | Indonesia      | 3  | 1 | 1 | 1 | 1  | 2  | −1  | 4  | Bị loại ở vòng bảng |
| 11 | Tajikistan     | 3  | 1 | 1 | 1 | 1  | 2  | −1  | 4  | Bị loại ở vòng bảng |
| 12 | Ả Rập Xê Út    | 3  | 1 | 0 | 2 | 2  | 4  | −2  | 3  | Bị loại ở vòng bảng |
| 13 | Syria          | 3  | 0 | 1 | 2 | 1  | 4  | −3  | 1  | Bị loại ở vòng bảng |
| 14 | Kyrgyzstan     | 3  | 0 | 1 | 2 | 1  | 5  | −4  | 1  | Bị loại ở vòng bảng |
| 15 | Oman           | 3  | 0 | 1 | 2 | 0  | 5  | −5  | 1  | Bị loại ở vòng bảng |
| 16 | Qatar          | 3  | 0 | 0 | 3 | 2  | 12 | −10 | 0  | Bị loại ở vòng bảng |

## Các đội tuyển giành quyền tham dự FIFA U-20 World Cup
Dưới đây là bốn đội tuyển từ AFC vượt qua vòng loại để tham dự Giải vô địch bóng đá U-20 thế giới 2023.
| Đội tuyển  | Ngày vượt qua vòng loại | Số lần tham dự trước đây tại Giải vô địch bóng đá U-20 thế giới1                              |
| ---------- | ----------------------- | --------------------------------------------------------------------------------------------- |
| Iraq       | 11 tháng 3 năm 2023     | 4 (1977, 1989, 2001, 2013)                                                                    |
| Uzbekistan | 11 tháng 3 năm 2023     | 4 (2003, 2009, 2013, 2015)                                                                    |
| Hàn Quốc   | 12 tháng 3 năm 2023     | 15 (1979, 1981, 1983, 1991, 1993, 1997, 1999, 2003, 2005, 2007, 2009, 2011, 2013, 2017, 2019) |
| Nhật Bản   | 12 tháng 3 năm 2023     | 10 (1979, 1995, 1997, 1999, 2001, 2003, 2005, 2007, 2017, 2019)                               |

1 Chữ đậm là các năm mà đội đó vô địch. Chữ nghiêng là các năm mà đội đó làm chủ nhà.